# Galina Mitrochina
Galina Dmitrijewna Mitrochina z domu Czwiliowa (ros. Галина Дмитриевна Митрохина (Чвилёва), ur. 9 lutego 1944 w Moskwie) – radziecka lekkoatletka, sprinterka.
Zajęła 3. miejsce w biegu na 100 metrów i 2. miejsce w sztafecie 4 × 100 metrów (w składzie: Mitrochina, Wira Popkowa, Ludmiła Samotiosowa i Tatjana Tałyszewa) w finale Pucharu Europy w 1965 w Kassel.
Zdobyła srebrny medal w biegu na 60 metrów na europejskich igrzyskach halowych w 1966 w Dortmundzie, przegrywając jedynie z Margit Nemesházi z Węgier. Zajęła 4. miejsce w finale biegu na 50 metrów na europejskich igrzyskach halowych w 1968 w Madrycie. Na mistrzostwach Europy w 1969 w Atenach zajęła 6. miejsce w sztafecie 4 × 100 metrów i odpadła w półfinale biegu na 100 metrów.
Była mistrzynią ZSRR w biegu na 100 metrów w 1965 i 1969, w biegu na 200 metrów przez płotki w 1969 oraz w sztafecie 4 × 100 metrów w 1967 i 1973, wicemistrzynią w biegu na 100 metrów w 1971 i 1973, w sztafecie 4 × 100 metrów w latach 1968–1970 i w pięcioboju w 1965, a także brązową medalistką w biegu na 100 metrów w 1970 oraz w sztafecie 4 × 100 metrów w 1963, 1972 i 1974. W hali była mistrzynią ZSRR w biegu na 100 metrów w 1966 i 1972.
Rekord życiowy Mitrochiny w biegu na 100 metrów wynosił 11,4 s (ustanowiony 9 października 1965 w Ałma-Acie).